# Pierre Curie
Pierre Curie   (París, 15 de maig de 1859 - París, 19 d'abril de 1906) fou un físic francès, pioner en l'estudi de la radioactivitat i descobridor de la piezoelectricitat, que fou guardonat amb el Premi Nobel de Física l'any 1903, juntament amb la seva dona, Marie Curie, en reconeixement dels seus extraordinaris serveis realitzats conjuntament en les investigacions de la radiació descoberta per Henri Becquerel.

## Biografia
Nascut a París el 15 de maig de 1859, Pierre Curie era fill d'Eugène Curie (1827–1910), metge d'origen catòlic francès d'Alsàcia, i de Sophie-Claire Curie (de soltera Depouilly; 1832–1897). Va ser educat pel seu pare i en la seva primera adolescència va mostrar una forta aptitud per a les matemàtiques i la geometria. Quan tenia 16 anys, va obtenir la llicenciatura en matemàtiques. A l'edat de 18 anys, va obtenir la seva llicència, l'equivalent a un màster nord-americà, en ciències físiques de la Facultat de Ciències de la Sorbona, també coneguda com la Universitat de París. No va procedir immediatament a un doctorat per manca de diners. En canvi, va treballar com a instructor de laboratori. Quan Pierre Curie es preparava per a la seva llicenciatura en ciències, treballava al laboratori de Jean-Gustave Bourbouze a la Facultat de Ciències. El 1895, es va doctorar a la Universitat de París. El material de presentació del seu doctorat consistia en la seva investigació sobre el magnetisme. Després de doctorar-se, esdevingué professor de física i l'any 1900 esdevingué professor de la facultat de ciències.

## Primers descobriments
El 1880, descobrí la piezoelectricitat amb el seu germà Jacques, és a dir, el fenomen pel qual en comprimir un cristall es genera un potencial elèctric. Posteriorment, ambdós germans demostraren l'efecte contrari: que els cristalls es poden deformar quan se sotmeten a un potencial.
Durant el seu doctorat i els anys següents, es dedicà a investigar temes de magnetisme. Desenvolupà una balança de torsió molt sensible per estudiar fenòmens magnètics i estudià el ferromagnetisme, el paramagnetisme i el diamagnetisme. Com a resultat d'aquests estudis, cal destacar el descobriment de l'efecte de la temperatura sobre el paramagnetisme, conegut actualment com la llei de Curie. També descobrí que les substàncies ferromagnètiques presenten una temperatura per sobre de la qual perden el seu caràcter ferromagnètic; aquesta temperatura es coneix com a temperatura o punt de Curie.

## Treballs amb Marie Curie

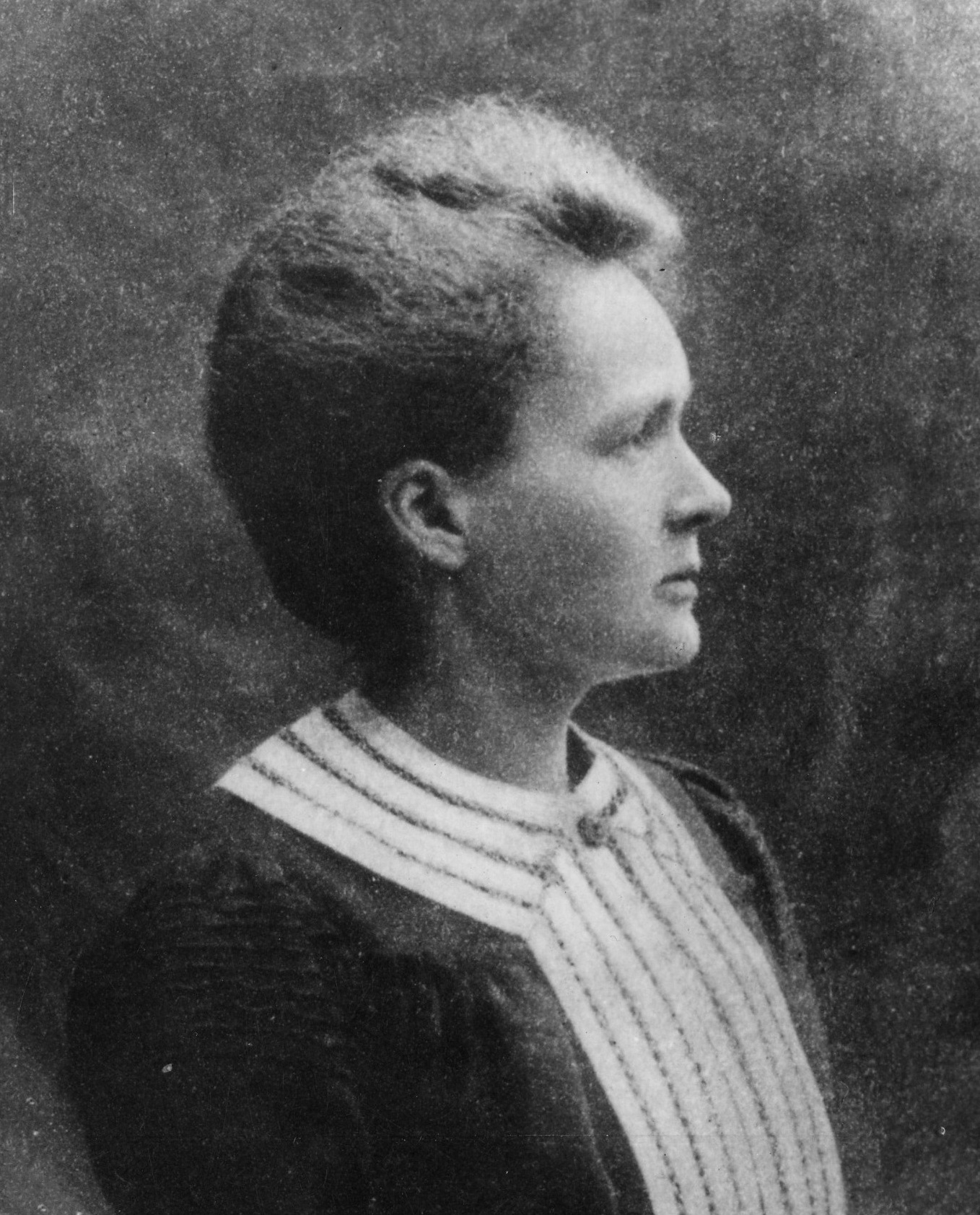
Marie Curie

Pierre Curie va ser presentat a Maria Skłodowska pel seu amic, el físic Józef Wierusz-Kowalski. Curie la va portar al seu laboratori com a estudiant seu. La seva admiració per ella va créixer quan es va adonar que ella no inhibiria la seva recerca. Va començar a considerar Skłodowska com la seva musa. Ella va rebutjar la seva proposta inicial, però finalment va acceptar casar-se amb ell el 26 de juliol de 1895. A partir d'aquell moment, es dedicaren a l'estudi del llavors innovador camp de la radioactivitat i treballaren en l'aïllament del poloni i del radi.
| «                                   | Seria una cosa bonica, una cosa que no m'atreveixo a esperar si poguéssim passar la nostra vida a prop l'un de l'altre, hipnotitzats pels nostres somnis: el teu somni patriòtic, el nostre somni humanitari i el nostre somni científic | » |
| — [Pierre Curie a Maria Skłodowska] | |   |

Els Curie van tenir un matrimoni feliç i afectuós, i eren coneguts per la seva admiració de l'un a l'altre.

## Recerca

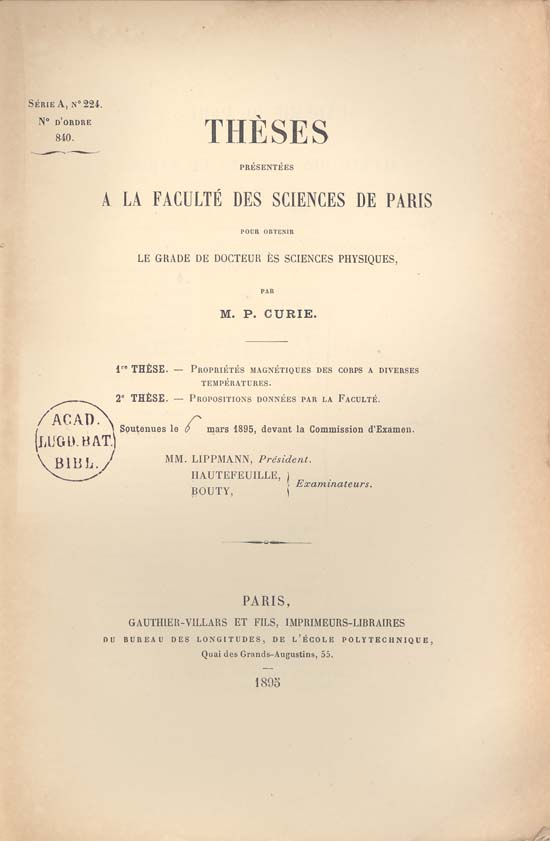
Propietats magnètiques dels cossos a diverses temperatures
(tesi de Curie, 1895)

Abans dels seus famosos estudis de doctorat sobre magnetisme, va dissenyar i perfeccionar una balança de torsió extremadament sensible per mesurar coeficients magnètics. Les variacions d'aquest equip van ser utilitzades habitualment pels futurs treballadors d'aquella zona. Pierre Curie va estudiar ferromagnetisme, paramagnetisme i diamagnetisme per a la seva tesi doctoral, i va descobrir l'efecte de la temperatura sobre el paramagnetisme que ara es coneix com la llei de Curie. La constant material de la llei de Curie es coneix com a constant de Curie. També va descobrir que les substàncies ferromagnètiques presentaven una transició de temperatura crítica, per sobre de la qual les substàncies perdien el seu comportament ferromagnètic. Això es coneix ara com la temperatura de Curie. La temperatura de Curie s'utilitza per estudiar la tectònica de plaques, tractar la hipotèrmia, mesurar la cafeïna i entendre els camps magnètics extraterrestres. La Curie és una unitat de mesura que s'utilitza per descriure la intensitat d'una mostra de material radioactiu i porta el nom de Marie i Pierre Curie.
Pierre Curie va formular el que ara es coneix com el principi de disimetria de Curie: un efecte físic no pot tenir una disimetria absent de la seva causa eficient. Per exemple, una barreja aleatòria de sorra en gravetat zero no té disimetria (és isotròpica). Introduïu un camp gravitatori i hi ha una disimetria a causa de la direcció del camp. Aleshores, els grans de sorra es poden «autoordenar» amb la densitat augmentant amb la profunditat. Però aquesta nova disposició, amb la disposició direccional dels grans de sorra, reflecteix en realitat la disimetria del camp gravitatori que provoca la separació.

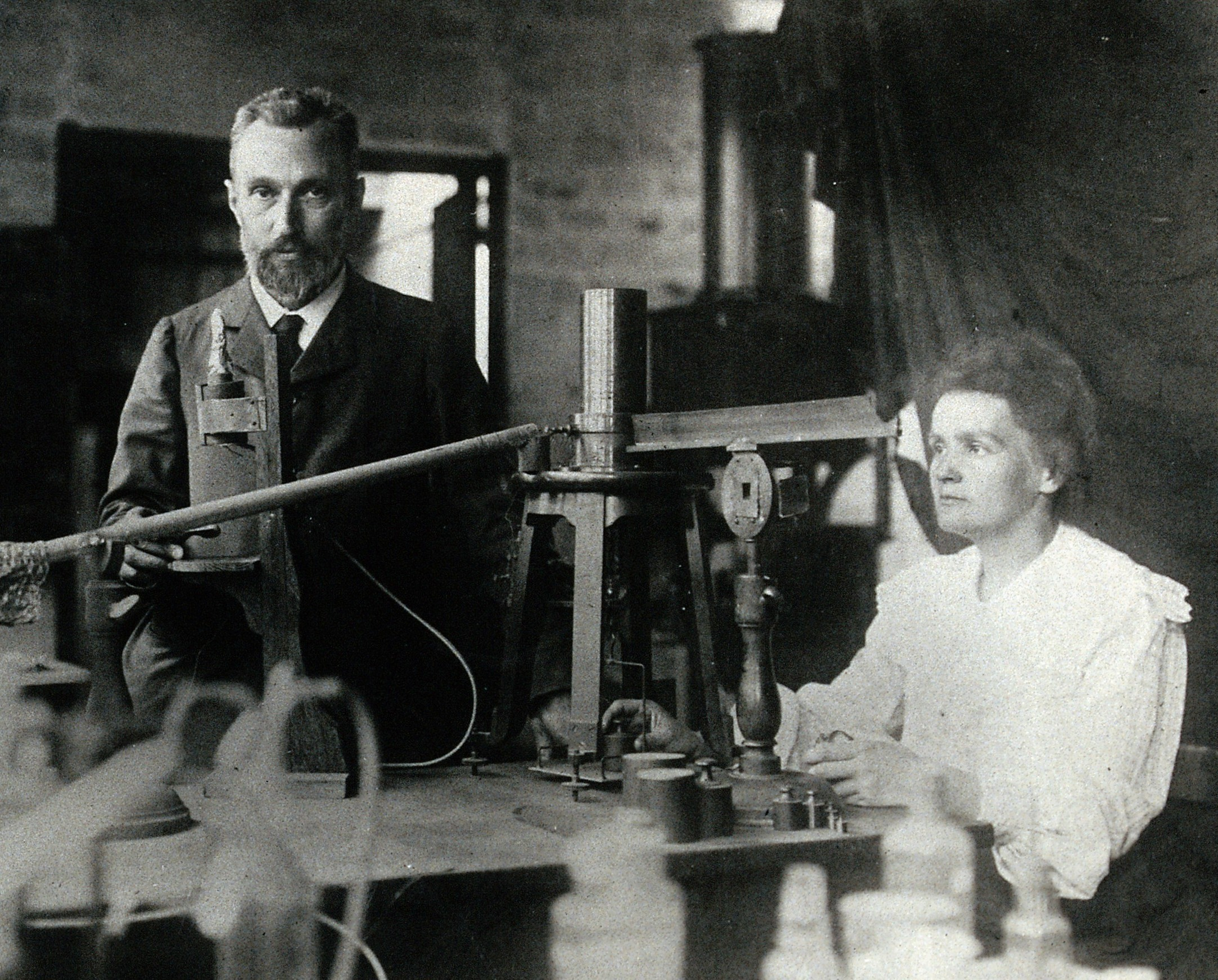
Pierre i Marie Curie al seu laboratori

Curie va treballar amb la seva dona per aïllar el poloni i el radi. Van ser els primers a utilitzar el terme «radioactivitat», i van ser pioners en el seu estudi. El seu treball, inclòs el famós treball de doctorat de Marie Curie, va fer ús d'un electròmetre piezoelèctric sensible construït per Pierre i el seu germà Jacques Curie. La publicació de Pierre Curie el 26 de desembre de 1898 amb la seva dona i MG Bémont pel seu descobriment de radi i poloni va ser guardonada amb una Citation for Chemical Breakthrough Award de la Divisió d'Història de la Química de l'American Chemical Society presentada a l'ESPCI ParisTech (oficialment) l'École supérieure de physique et de Chimie industrielles de la Ville de París) el 2015. El 1903, per honrar el treball dels Curie, la Royal Society de Londres va convidar Pierre a presentar les seves investigacions. A Marie Curie no se li va permetre donar la conferència, així que Lord Kelvin es va asseure al seu costat mentre Pierre parlava de la seva investigació. Després d'això, Lord Kelvin va organitzar un dinar per a Pierre. Mentre es trobaven a Londres, Pierre i Marie van rebre la medalla Davy de la Royal Society of London. El mateix any, Pierre i Marie Curie, així com Henri Becquerel, van ser guardonats amb un Premi Nobel de Física per les seves investigacions sobre la radioactivitat.
Curie i un dels seus estudiants, Albert Laborde, van fer el primer descobriment de l'energia nuclear, identificant l'emissió contínua de calor de partícules de radi. Curie també va investigar les emissions de radiació de les substàncies radioactives i, mitjançant l'ús de camps magnètics, va poder demostrar que algunes de les emissions estaven carregades positivament, algunes eren negatives i altres neutres. Aquests corresponen a la radiació alfa, beta i gamma.
El curie és una unitat de radioactivitat (3,7 × 1010 decaïments per segon o 37 gigabecquerels) batejat en honor de Curie pel Congrés de Radiologia el 1910, després de la seva mort.

### Espiritualisme
A finals del segle xix, Pierre Curie investigava els misteris del magnetisme ordinari quan va conèixer els experiments espiritualistes d'altres científics europeus, com Charles Richet i Camille Flammarion. Pierre Curie va pensar inicialment que la investigació sistemàtica sobre el paranormal podria ajudar amb algunes preguntes sense resposta sobre el magnetisme. Va escriure a Marie, llavors la seva promesa: «He d'admetre que aquests fenòmens espirituals m'interessen intensament. Crec que són preguntes que tracten de la física.» Els quaderns de Pierre Curie d'aquest període mostren que va llegir molts llibres sobre l'espiritisme. No va assistir a sessions com les d’Eusapia Palladino a París el juny de 1905 com a simple espectador, i el seu objectiu, certament, no era comunicar-se amb esperits. Va veure les sessions com a experiments científics, va intentar controlar diferents paràmetres i va prendre notes detallades de cada observació. Tot i estudiar espiritualisme, Curie era ateu.

## Família
Morí el 19 d'abril de 1906 a causa d'un accident als carrers de París. Amb Marie Curie, foren pares d'Irène Joliot-Curie i sogres de Frédéric Joliot-Curie, ambdós continuadors del treball del matrimoni Curie i guanyadors el 1935 del Premi Nobel de Química. El 21 d'abril de 1995, les seves restes foren traslladades del panteó familiar al panteó de París.
L'avi de Pierre Curie, Paul Curie (1799 – 1853), doctor en medicina, va ser un humanista malthusià compromès i es va casar amb Augustine Hofer, filla de Jean Hofer i besnéta de Jean-Henri Dollfus, grans industrials de Mülhausen a la segona meitat de el segle XVIII i la primera part del segle xix. A través d'aquesta àvia paterna, Pierre Curie és també un descendent directe del científic i matemàtic de Basilea Johann Bernoulli (1667 – 1748), així com Pierre-Gilles de Gennes, guanyador del Premi Nobel de Física l'any 1991.
La filla de Pierre i Marie Curie, Irène, i el seu gendre, Frédéric Joliot-Curie, també eren físics implicats en l'estudi de la radioactivitat, i cadascun també va rebre premis Nobel pel seu treball. L'altra filla dels Curie, Ève, va escriure una destacada biografia de la seva mare. Va ser l'únic membre de la família Curie que no es va convertir en física. Ève es va casar amb Henry Richardson Labouisse, Jr., que va rebre el Premi Nobel de la Pau en nom d'Unicef el 1965. La neta de Pierre i Marie Curie, Hélène Langevin-Joliot, és professora de física nuclear a la Universitat de París, i el seu net, Pierre Joliot, que va rebre el nom de Pierre Curie, és un conegut bioquímic.

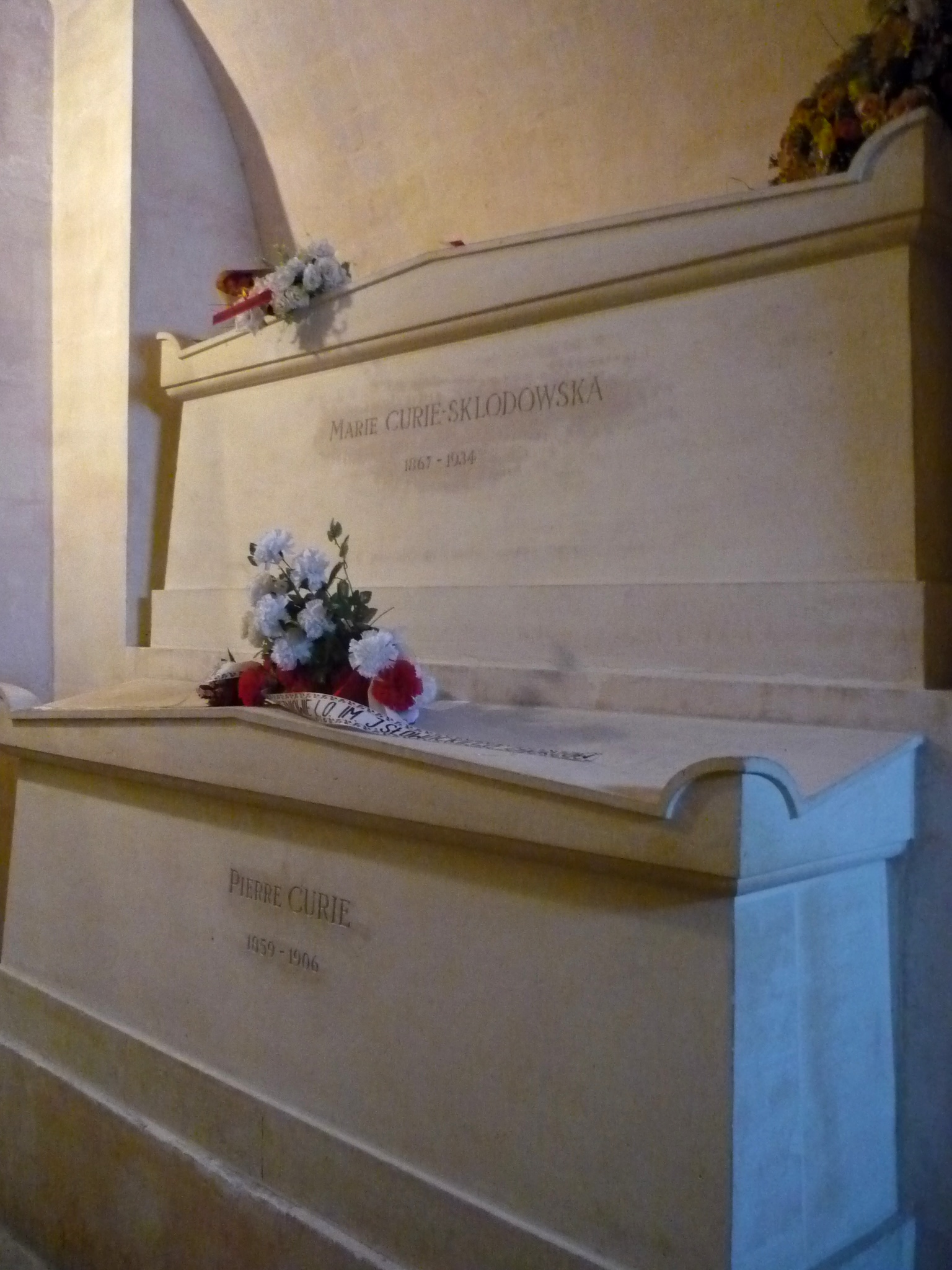
Tombes de Marie (a dalt) i Pierre Curie al Panteó de París

## Mort
Pierre Curie va morir en un accident de carrer a París el 19 d'abril de 1906. Travessant la concorreguda Rue Dauphine sota la pluja al Quai de Conti, va relliscar i va caure sota un pesat carro tirat per cavalls. Una de les rodes li va passar pel cap, es va fracturar el crani i el va matar a l'instant. Les declaracions fetes pel seu pare i ajudant de laboratori impliquen que la característica preocupació distreta de Curie pels seus pensaments va contribuir a la seva mort.
Tots dos Curie van experimentar cremades de radi, tant accidentalment com voluntàriament, i van estar exposats a dosis extenses de radiació mentre feien la seva recerca. Van patir la malaltia de la radiació i Marie Curie va morir per anèmia aplàstica induïda per radiació el 1934. Fins i tot ara, tots els seus papers de la dècada de 1890, fins i tot els seus llibres de cuina, són massa perillosos per tocar-los. Els seus llibres de laboratori es guarden en caixes especials de plom i les persones que vulguin veure'ls han de portar roba protectora. La majoria d'aquests articles es poden trobar a la Bibliothèque nationale de France. Si Pierre Curie no hagués estat assassinat com ell, és probable que finalment hauria mort pels efectes de la radiació, igual que la seva dona, la seva filla Irène, i el seu marit Frédéric Joliot.
L'abril de 1995, Pierre i Marie Curie van ser traslladats del seu lloc de descans original, un cementiri familiar, i consagrats a la cripta del Panteó de París.

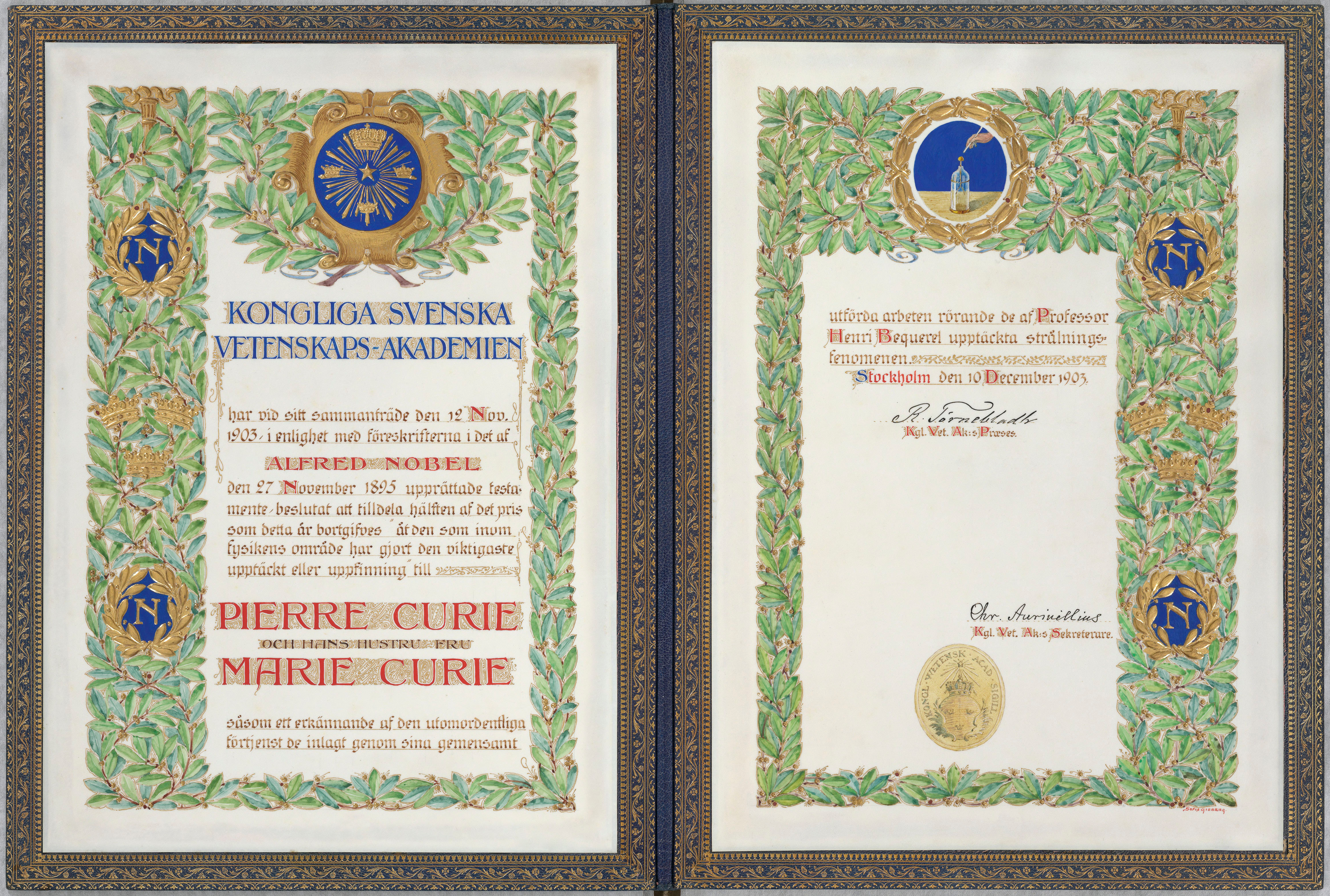
Diploma del Premi Nobel de 1903

## Premis
- Premi Nobel de Física, amb Marie Curie i Henri Becquerel (1903)[3]

- Medalla Davy, amb Marie Curie (1903)[47]

- Medalla Matteucci, amb Marie Curie (1904)[48]

- Medalla Elliott Cresson (1909) atorgada pòstumament durant la cerimònia de lliurament del premi a Marie Curie

- Citation for Chemical Breakthrough Award de la Divisió d'Història de la Química de l'American Chemical Society (2015)[24][25]

## Reconeixements
El 1910, el Congrés de Radiologia aprovà posar el nom de Curie a la unitat de l'activitat radioactiva (3,7×10¹⁰ desintegracions per segon).
En honor seu, així com el de la seva esposa, rep el nom l'asteroide (7000) Curie, descobert el 6 de novembre de 1939 per Fernand Rigaux. En honor seu, rebé el nom l'element sintètic curi (Cm) descobert l'any 1944, i també el cràter Curie a la Lluna i el cràter Curie de Mart.